# Sabail FK
Pour les articles homonymes, voir Sabail.
Maillots
Le Sabail Futbol Klubu (en azéri : Səbail Futbol Klubu), plus couramment abrégé en Sabail FK, est un club azerbaïdjanais de football fondé en 2016 et basé à Bakou, la capitale du pays.

## Histoire
Le club est créé en 2016 et rejoint immédiatement la deuxième division d'Azerbaïdjan. Dès sa première saison, il termine à la 2e place du championnat, et obtient sa promotion en Premyer Liqası. 
Pour sa première participation à l'élite nationale, le club finit à la 7e position, et assure son maintien. Cependant, l’entraîneur Samir Aliyev quitte son poste à la suite d'un accord avec le club le 22 mai 2018. Le nouvel entraîneur, Aftandil Hacıyev, est nommé le 11 juin 2018.
Pour sa deuxième saison dans l'élite azéri, le club finit à la 3e place et se retrouve qualifié pour le premier tour de qualification de la Ligue Europa. En seulement 3 saisons le club basé à Bakou aura réussi à découvrir la scène européenne.
Lors de la saison 2024-2025 de la Premier League d'Azerbaïdjan, Sabail a rencontré des difficultés majeures. Au cours de la première moitié de la saison, le club a disputé 18 matchs, n'en remportant que 2, faisant 3 matchs nuls et subissant 13 défaites. Au fil de la saison, les résultats se sont détériorés, et l'équipe est tombée à la dernière place du classement en raison de défaites consécutives.
Au début de la saison 2024-2025, Sabail était dirigé par Shahin Diniyev. Le 3 mars 2024, il a annoncé sa démission du club, et le 6 mars, le poste a été temporairement confié à Elvin Mammadov, entraîneur principal de l'équipe U-19 du club. Le 11 mars 2025, Javid Huseynov a été nommé nouvel entraîneur principal. Cependant, les difficultés de l'équipe ont persisté. Le 11 février 2025, Sabail a subi une lourde défaite 0-5 contre Qarabağ, l'une des plus larges de la saison à ce moment-là. Les difficultés se sont poursuivies et, après une défaite 1-2 contre Neftchi le 16 mars 2025, Hüseynov a vivement critiqué la direction du club lors de la conférence de presse d'après-match. Quelques heures plus tard, le club a annoncé son licenciement,,. Le 17 mars, il a été annoncé qu'Elvin Mammadov avait été nommé entraîneur principal jusqu'à la fin de la saison.

## Bilan sportif

### Bilan par saison
| Saison    | Championnat | Championnat | Championnat | Championnat | Championnat | Championnat | Championnat | Championnat | Championnat | Championnat | Coupe d'Azerbaïdjan |
| Saison    | Division    | Pos         | Pts         | J           | V           | N           | D           | BP          | BC          | Diff        | Coupe d'Azerbaïdjan |
| --------- | ----------- | ----------- | ----------- | ----------- | ----------- | ----------- | ----------- | ----------- | ----------- | ----------- | ------------------- |
| 2016-2017 | 2e          | 2e          | 57          | 26          | 18          | 3           | 5           | 80          | 25          | +55         | Premier tour        |
| 2017-2018 | 1re         | 7e          | 23          | 28          | 6           | 5           | 17          | 19          | 39          | -20         | Quarts de finale    |
| 2018-2019 | 1re         | 3e          | 41          | 28          | 12          | 5           | 11          | 34          | 37          | -3          | Quarts de finale    |
| 2019-2020 | 1re         | 7e          | 20          | 20          | 5           | 5           | 10          | 16          | 30          | -14         | Quarts de finale    |
| 2020-2021 | 1re         | 8e          | 24          | 28          | 5           | 9           | 14          | 21          | 42          | -21         | Quarts de finale    |
| 2021-2022 | 1re         | 8e          | 15          | 28          | 4           | 3           | 21          | 17          | 57          | -40         | Quarts de finale    |
| 2022-2023 | 1re         | 9e          | 29          | 36          | 7           | 8           | 21          | 32          | 62          | -30         | Demi-finales        |

Légende
- Promotion en division supérieure.
- Relégation en division inférieure.

### Bilan européen
Note : dans les résultats ci-dessous, le score du club est toujours donné en premier.
| Saison    | Compétition  | Tour           | Club                  | Domicile | Extérieur | Total |
| --------- | ------------ | -------------- | --------------------- | -------- | --------- | ----- |
| 2019-2020 | Ligue Europa | Premier tour Q | Universitatea Craiova | 2 - 3    | 2 - 3     | 4 - 6 |

Légende
- Victoire ou qualification pour le tour suivant
- Match nul
- Défaite ou élimination de la compétition

## Personnalités du club

### Présidents du club
- Rashad Abdullayev

### Entraîneurs du club
- Elman Sultanov (2016 – juin, 2017)
- Samir Aliyev (juillet 2017 – mai 2018)
- Aftandil Hajiyev (juin 2018 – mai 2022)
- Mahmud Gurbanov (mai 2022 – décembre 2022)
- Shahin Diniyev (décembre 2022 – novembre 2024)
- Elvin Mammadov (novembre 2024)
- Javid Huseynov (novembre 2024 –mars 2025)
- Elvin Mammadov (mars 2025)
- Cavid Hüseynov (depuis avr. 2025)